# Ultimate War
Ultimate War — ограниченная серия американских комиксов издательства Marvel Comics. Действие разворачивается во вселенной Ultimate. История была написана Марком Милларом и проиллюстрирована Крисом Бачало. Выпуски публиковались с декабря 2002 по февраль 2003. 
Ultimate War была включена в коллекционное издание Ultimate X-Men. В этом сюжете Алтимейтс впервые встретились с другими героями Ultimate Marvel.

## Сюжет
Ранее Люди Икс победили Магнето и объявили его мёртвым. Вместо того, чтобы передать Магнето властям и фактически обеспечить ему смертную казнь, Профессор Икс тайно промыл мозги своему старому другу и попытался его реабилитировать. Тем не менее, Зверь случайно рассказал об этом плане Братству Магнето, полагая, что он разговаривает с подругой по переписке. Братство воспользовалось этим, чтобы поймать Зверя и получить достаточно данных для возвращения своего лидера.
Тем временем Человек-лёд покидает Людей Икс, поскольку обеспокоенные родители забирают его из команды после их схватки с Протеем, тогда как Росомаха, Циклоп и Китти Прайд находятся на миссии на Дикой земле.
Правительство США высказывает недовольство относительно появления Магнето и требует объяснений от Ника Фьюри. Фьюри и его Алтимейтс обнаруживают Особняк Ксавьера, местонахождение которого до сих пор было неизвестно, и находят его пустым, поскольку Люди Икс переехали. Ник Фьюри приходит к неверному выводу, что Люди Икс объединили свои усилия с Магнето, чтобы сражаться с человечеством.
В рамках подготовки битвы с Людьми Икс, Капитан Америка раскрывает, что он хорошо знает Росомаху. Они сражались бок о бок во время Второй мировой войны, когда Логан служил под именем Джеймс "Счастливчик Джим" Хоулетт. Возвращается самолет Людей Икс, на борту которого находятся только Логан и Китти. Росомаха утверждает, что Циклоп героически погиб на Дикой земле. Правда, о которой позже узнает Джин, заключается в том, что Росомаха пытался убить Циклопа и оставил его умирать, чтобы быть с Джин.
Чарльз Ксавьер встречается с Магнето, чтобы договориться о перемирии, намереваясь использовать встречу, чтобы отвлечь его, позволяя Росомахе обыскать базу Магнето. Магнето же удаётся определить местоположение новой базы Людей Икс и анонимно сообщить об этом Алтимейтс. Те выслеживают Людей Икс и между командами разворачивается сражение.
Алтимейтс практически побеждают Людей Икс, которых спасает прибывший Человек-лёд. Все Люди Икс убегают, за исключением Чарльза Ксавьера, который остаётся, чтобы задержать Алтимейтс и попадает в плен к Фьюри.